# アダム・ジョンソン (バレーボール)
アダム・ジョンソン（Adam Johnson, 1965年1月31日 - ）は、アメリカ合衆国のビーチバレー選手。
インドアバレーボールでも実績があり、ナショナルチームに選ばれて、1989年ワールドカップなどに出場した（ポジションはWS）。